# Манса Муса
Манса Муса (араб. مانسا موسى) — найпрославленіший манса (верховний правитель) середньовічної держави Малі, який перебував при владі в 1312—1337 рр. Походив з династії Кейта, був племінником великого засновника держави Малі Сундіата Кейта. При ньому Малі мало найбільші розміри за свою історію, значно посилилось і досягло вершини свого культурного розвитку. Відомий також як Канку Муса.

## Правління
Про правління Муси відомо, в основному, із записів арабських хроністів того часу: найбільш повні відомості залишили Шихаб ад-дін Ахмед ібн Ях'я ібн Фадлаллах ал-Омарі ад-Дімашк (араб. شهاب الدين احمد ابن يحيى ابن فضل الله العمري الدمشقي), Абу Абдаллах Мухаммад ібн Батута (араб. أبو عبد الله محمد ابن بطوطة) та Абу Зайд Абдуррахман ібн Мухаммад ібн Хальдун аль-Хадрамі (араб.ابو زيد عبد الرحمن بن محمد بن خلدون الحضرمي}}).

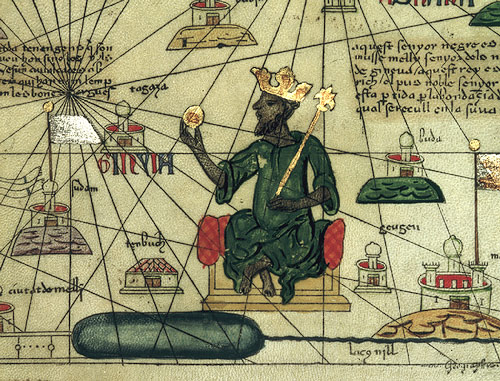
Манса Муса, що тримає золотий самородок (зображення з Каталонського атласу)

Найважливішою причиною поширення слави манси за межі своєї держави, у тому числі до Європи, був хадж, здійснений ним у 1324 році. Правителя, який їхав верхи на коні, супроводжували, за різними даними, від 60 тис. (Хроніка «Таріх ас-Судан») до 80 тис. (По хроніці «Таріх ал-Фатташ») людей. Хода Муси через Каїр, каравани верблюдів і вервечки рабів, марнотратність царя і його розкіш прославили монарха.
|  | Ця людина хвилею вилила свою щедрість на увесь Каїр. У всьому султанаті не було жодного придворного або іншого чиновника, який не отримав би від нього подарунка золотом. Як славно він тримав себе, яка гідність, яка скромність! |

Манса Муса повернувся з Мекки в Малі у 1325 році. Паломництво царя зміцнило політико-економічні зв'язки Малі з його східними сусідами, що послужило активному припливу арабських купців і мислителів у Західний Судан.
Очолювана ним держава розташовувалася на території сучасних держав Малі, Гвінея, Сенегал, Нігер, Мавританія. Основною транспортною артерією даної місцевості є річка Нігер; головні родючі райони розташовуються в її внутрішній дельті. 
Під час свого правління манса Муса привів державу до процвітання. Всюди будувалися мечеті, був створений великий університет, бібліотека. Правитель був терпимий до тих, хто не приймав іслам і поклонявся поганським богам. 
За записами арабського мандрівника того часу Ібн Баттути, який відвідав державу Малі у 1352 році (за час правління манси Сулеймана, який доводився Мусі братом і правив протягом 24 років після короткочасного періоду правління сина Муси — Магана I), економіка Малі базувалася на торгівлі з країнами Північної Африки по Транссахарських караванних шляхах, насамперед мінеральною сировиною — сіллю і золотом. Також через пустелю купці везли з Малі слонову кістку, шкури носорогів та інших африканських тварин.

## Цікаві факти
Примітно, що експерти видання Celebrity Net Worth, привівши статки найбагатших людей усіх часів до умов 2012 року, оцінили статок Муси в 400 млрд доларів США. В опублікованому 13 жовтня 2012 року рейтингу 25 найзаможніших людей світу він посів 1 місце, випередивши європейську династію Ротшильдів і американського підприємця Рокфеллера.
Манса Муса присутній у комп'ютерній грі Civilization IV: Beyond the Sword як лідер держави Малі.